# Waverton (Cheshire)
Pour les articles homonymes, voir Waverton.
Waverton est une paroisse civile et un village du Cheshire, en Angleterre.